# Sumpskräppa
Sumpskräppa (Rumex palustris) är en slideväxtart som beskrevs av James Edward Smith. Sumpskräppa ingår i släktet skräppor, och familjen slideväxter. Arten är reproducerande i Sverige.

## Bildgalleri

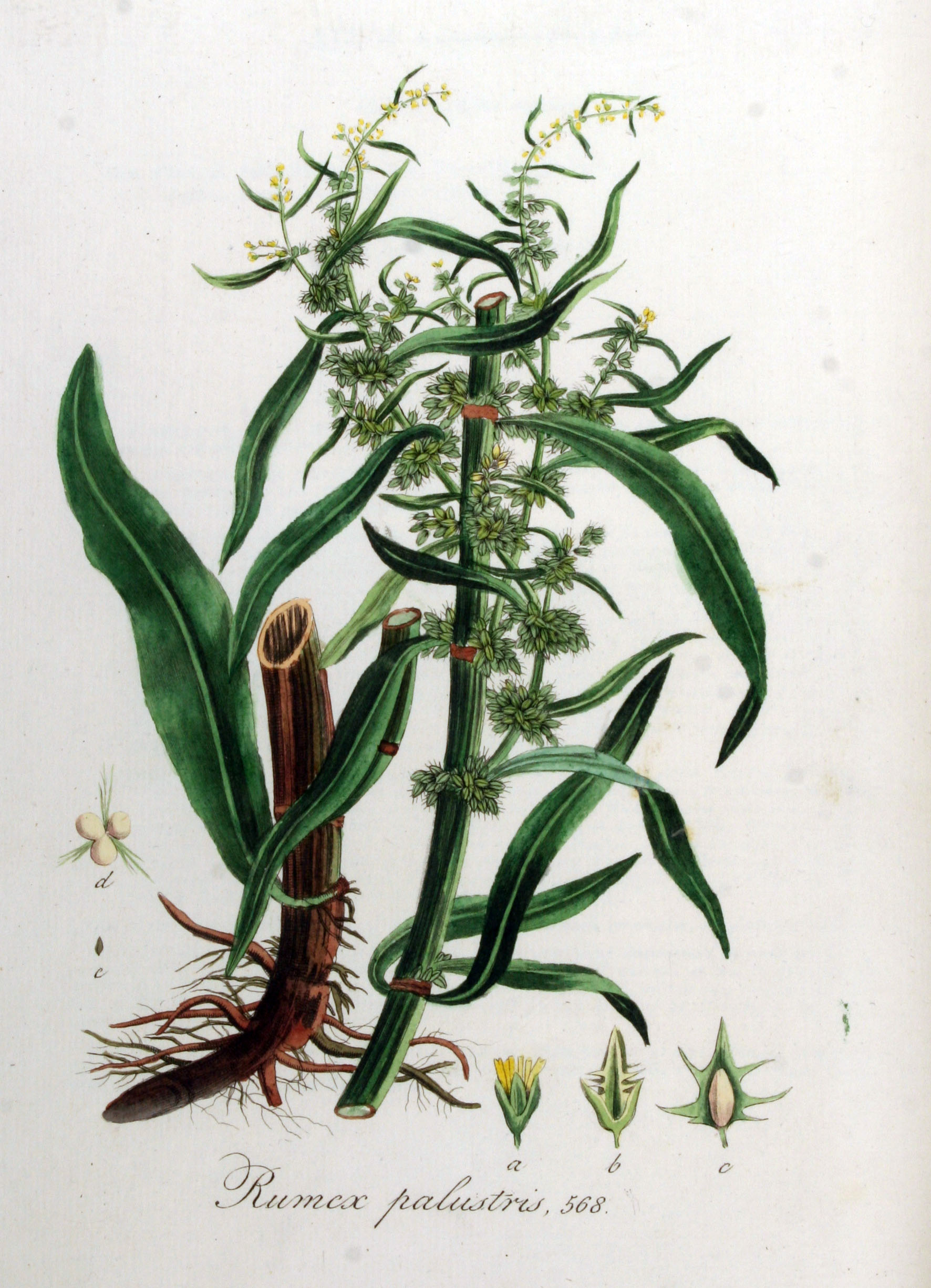